# Moïse Haissinsky
Moïse Haissinsky (* 4. November 1898 in Taraschtscha, Gouvernement Kiew, Russisches Kaiserreich; † 10. November 1976 in Paris) war ein französischer Chemiker (Radiochemie).
Haissinsky studierte ab 1917 in Charkiw und später in Rom Chemie und wurde 1927 in Rom promoviert. Danach war er zunächst Industriechemiker in Paris und ab 1930 am Curie-Laboratorium, wo er noch Marie Curie kennenlernte. Im Zweiten Weltkrieg war er an der Universität Lyon. 1945 wurde er außerordentlicher Professor und 1955 Forschungsdirektor des CNRS am Curie-Laboratorium. 1957 wurde er  Professor für Radiochemie an der Sorbonne. 1963 wurde er emeritiert.
Er befasste sich mit der Elektrochemie radioaktiver Elemente wie Polonium und isolierte größere Mengen Protactinium, so dass er dessen chemisches Verhalten untersuchen konnte. Er befasste sich auch mit der Wirkung von Ultraschall und ionisierender Strahlung auf wässrige Lösungen und mit den Gültigkeitsgrenzen der Nernst-Gleichung.
Er ist der Vater des Wissenschaftlers Jacques Haissinski (* 1935).

## Schriften
- L'atomistique moderne et la chimie (Vorwort Paul Langevin), 1932.
- Les radiocolloïdes, Paris, Hermann, 1934.
- Le polonium, Paris, Hermann, 1937.
- Électrochimie des substances radioactives et des solutions extêmement diluées, 1946.
- Effet Szilárd et Chalmers : Transformations chimiques accompagnant les réactions nucléaires, 1949.
- L’état actuel du système périodique des éléments chimiques, 1951.
- mit Michael Lederer: Progrès récents de la chromatographie, 1952.
- Herausgeber: Actions chimiques et biologiques des radiations, 1955.
- Irène Joliot-Curie, les Lettres Françaises, 1956.
- La chimie nucléaire et ses applications, 1957.
- Actions chimiques provoquées par les processus et les rayonnements nucléaires, 1960.
- Constantes sélectionnées : rendements radiolytiques, Pergamon Press, 1961.
- Herausgeber mit Paul Pascal: Nouveau traité de chimie minérale, Paris, Masson, 1962.
- mit Michel Magat: Tables de constantes et données numériques, 1963
- mit J.-P. Adloff: Radiochemical Survey of the Elements Principal Characteristics and Applications of the Elements and Their Isotopes, 1965.
- Le Laboratoire Curie et son apport aux sciences nucléaires, 1971.